# Sphaenognathus garleppi
Sphaenognathus garleppi es una especie de coleóptero de la familia Lucanidae.

## Distribución geográfica
Habita en Ecuador, Bolivia y Perú.